# Corredera de movimiento lineal

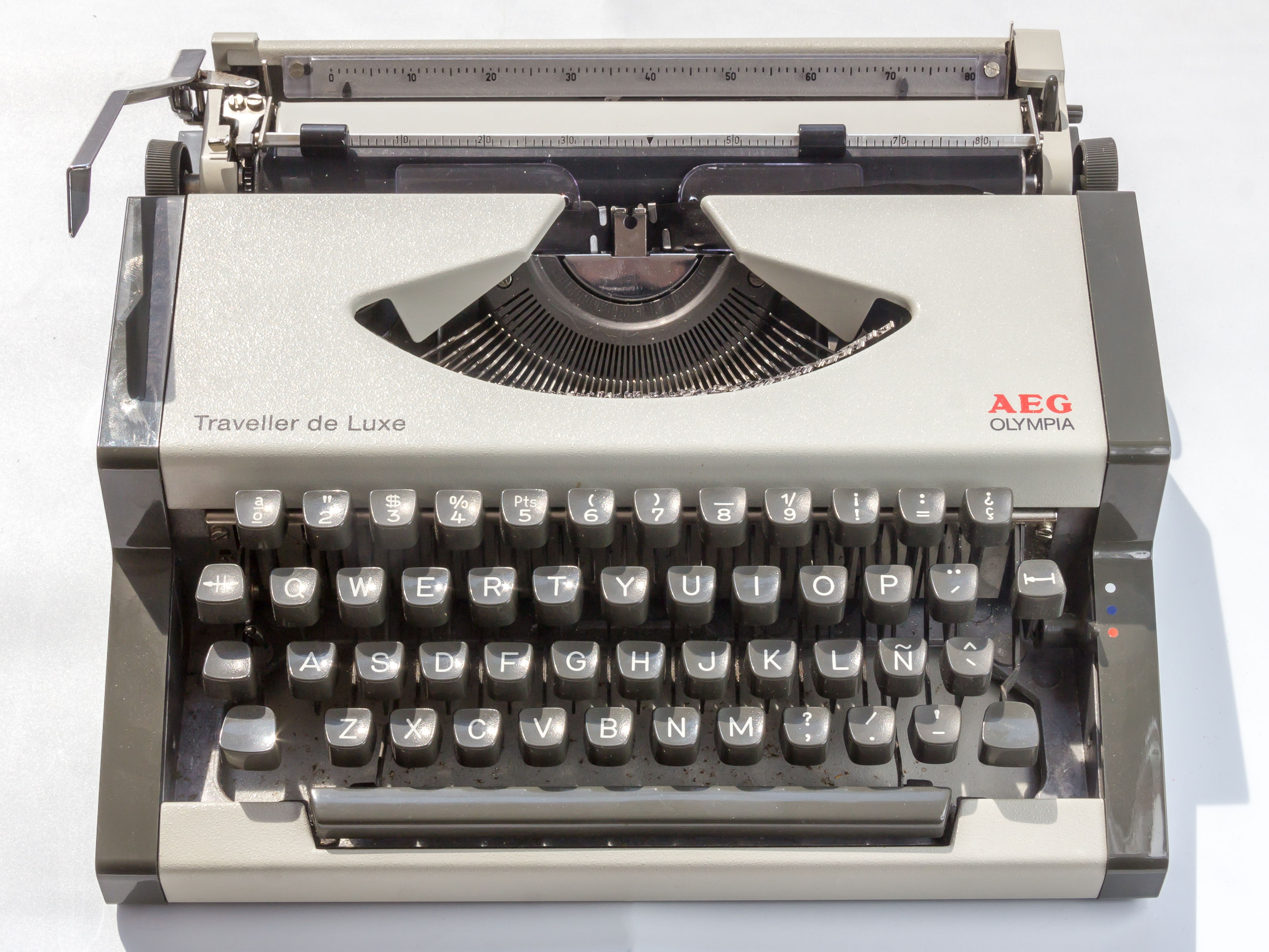
Ejemplo de un mecanismo de deslizamiento lineal paso a paso (al teclear) y continuo (al retroceder) accionado a mano: el carro de una máquina de escribir AEG (arriba), con su palanca de retroceso (arriba a la izquierda)

Guías rectas de la mesa de una máquina herramienta. Dispone de dos barras de sección redonda con casquillos lisos

Guía recta de la mesa de una máquina herramienta, con dos carriles de canal prismático y rodillos de agujas

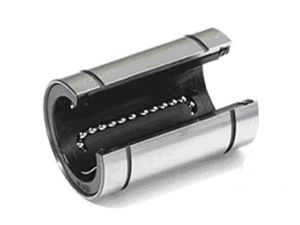
Rodamiento de recirculación de bolas. Cada una de las bolas regresa a la ranura por otra ranura exterior (no visible)

Una corredera de movimiento lineal o de deslizamiento lineal (también conocida simplemente como guía, deslizadera y  cojinete o rodamiento de movimiento lineal) es un cojinete diseñado para permitir el movimiento de un objeto en una dirección determinada. Hay muchos tipos diferentes de correderas de movimiento rectilíneo.
Los carros lineales motorizados, como los de las antiguas máquinas de escribir eléctricas, las mesas X-Y, o las mesas de rodillos utilizadas en numerosas máquinas herramienta de control numérico, son sistemas de deslizamiento lineal que se mueven mediante mecanismos de accionamiento. Pero no todas las correderas lineales dependen de dispositivos motorizados, y algunos mecanismos con raíl de cola de milano, correderas de cojinetes de bolas y correderas de rodillos proporcionan un movimiento lineal de baja fricción para dispositivos accionados por inercia o manualmente. Todas las correderas lineales proporcionan un movimiento lineal basado en cojinetes, ya sean rodamientos de bolas, guías de deslizamiento de cola de milano, rodamientos lineales, cojinetes magnéticos o cojinetes de fluidos. Las mesas X-Y, las correderas de diversas máquinas y otras correderas avanzadas utilizan cojinetes de movimiento lineal para disponer de movimientos según los ejes X e Y.

## Cojinete de elementos rodantes
Un rodamiento generalmente se compone de un anillo exterior en forma de manguito y varias filas de bolas retenidas por jaulas. Estas jaulas se mecanizaron originalmente a partir de elementos macizos, aunque se reemplazaron rápidamente por piezas estampadas más ligeras. Presenta un movimiento suave, baja fricción, alta rigidez y larga vida útil. Son dispositivos económicos y fáciles de mantener y de reemplazar. Thomson Industries (actualmente propiedad de Altra Industrial Motion) se considera que fue el primer productor de lo que ahora se conoce como un rodamiento de bolas lineal.
- Los rodamientos lineales generalmente están diseñados para funcionar bien con carriles de acero endurecido o de acero inoxidable
- Son más rígidos que los cojinete de deslizamiento.
- No soportan bien la suciedad, y requieren sellado
- Requieren lubricación frecuente

Los rodamientos de elementos rodantes se fabrican en dos formas: correderas de rodamientos de bolas y correderas de rodillos.

### Guías de rodamientos de bolas

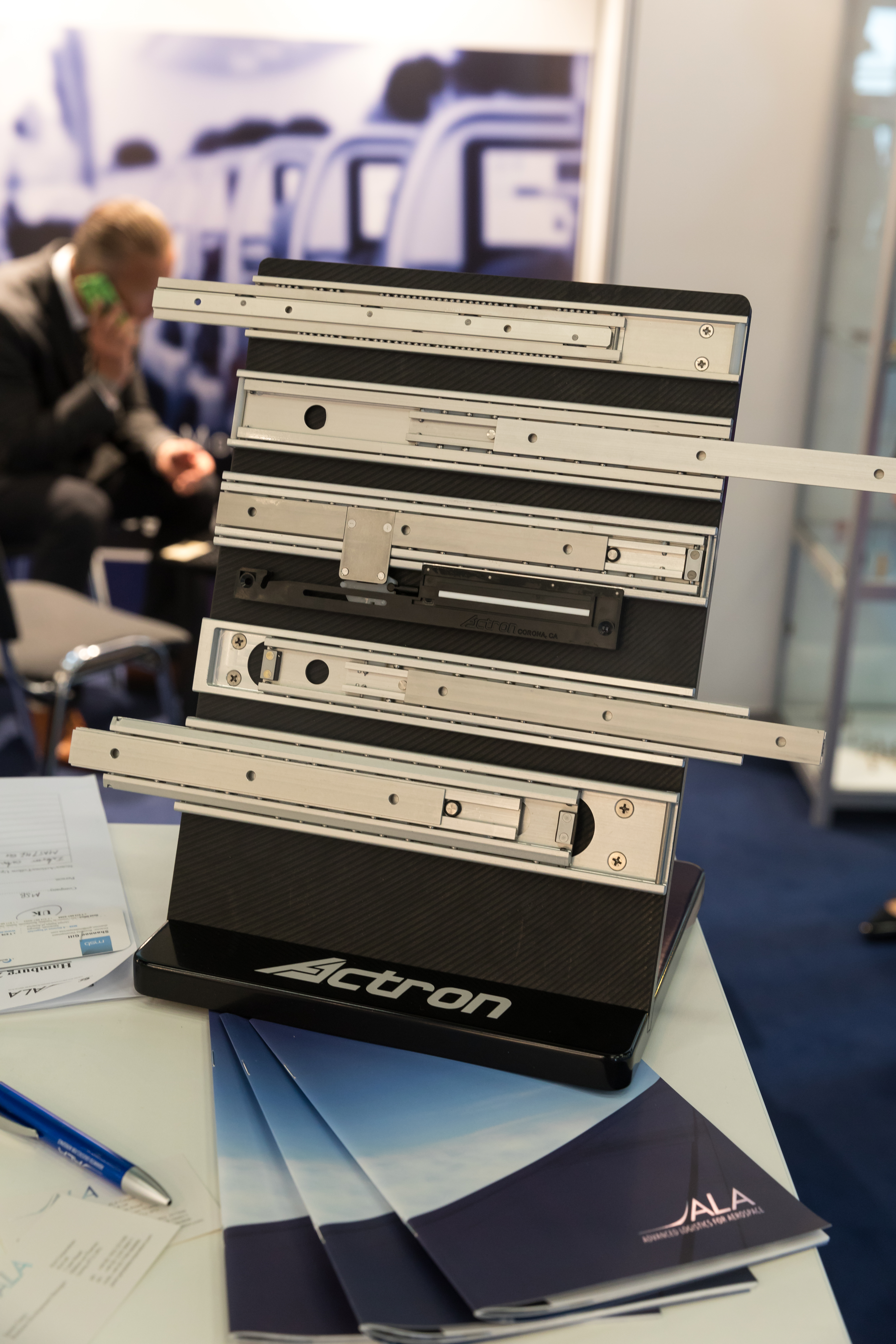
Guías con rodamientos de bolas

También llamados "deslizadores de bolas", son el tipo más común de deslizadores lineales. Permiten realizar un movimiento suave y preciso de un desplazamiento lineal respecto a un único eje, con la ayuda de cojinetes de bolas alojados en la base lineal, con propiedades de autolubricación que aumentan su fiabilidad. Las aplicaciones de deslizamiento de cojinetes de bolas incluyen instrumentos de precisión, ensamblaje robótico, armarios eléctricos, electrodomésticos de alta gama y entornos de salas limpias, que sirven principalmente a la industria manufacturera, pero también a las industrias del mueble, la electrónica y la construcción. Por ejemplo, la industria del mueble utiliza profusamente las correderas de cajón de rodamiento de bolas.
Comúnmente construidas con materiales como aluminio, acero laminado en frío endurecido y acero galvanizado, las correderas con cojinetes de bolas consisten en dos filas de bolas contenidas por cuatro varillas y ubicadas a ambos lados de la base, que soportan el carro mediante el movimiento lineal suave de las bolas. Este movimiento lineal de baja fricción puede ser impulsado por un mecanismo de accionamiento, inercia o manualmente. Las guías con cojinetes de bolas tienden a tener una capacidad de carga más baja para su tamaño en comparación con otras guías lineales porque las bolas son menos resistentes al desgaste y a la abrasión. Además, están limitadas por la necesidad de encajar en la carcasa o en los sistemas de transmisión.
La distancia de recorrido de los rodamientos lineales de recirculación de bolas solo está limitada por la longitud de su riel, ya que las bolas recirculan dentro de la carcasa del rodamiento. Los rodamientos lineales de bolas sin recirculación tienen bolas instaladas en un soporte y se mueven en un eje pero sin recirculación. Dado que las bolas no recirculan, este tipo de rodamientos puede proporcionar un movimiento extremadamente suave. Sin embargo, la distancia de desplazamiento de los rodamientos lineales de bolas sin recirculación está limitada por la longitud del soporte.

### Correderas de rodillos cilíndricos
También conocidos como deslizaderas o guías de rodillos cruzados, son elementos lineales no motorizados que proporcionan un movimiento lineal de baja fricción para equipos accionados por inercia o manualmente. Se basan en rodamientos lineales de rodillos cilíndricos, que con frecuencia se disponen cruzados para proporcionar mayores capacidades de carga y un mejor control del movimiento. Sirviendo a industrias como la mecánica, la fotónica, la investigación médica y las telecomunicaciones, las correderas de ruedas son versátiles y se pueden ajustar para cumplir con numerosas aplicaciones que normalmente incluyen salas limpias, entornos de vacío, manipulación de materiales y maquinaria de automatización.
Funcionan de manera similar a las correderas de cojinetes de bolas, excepto porque los rodillos alojados dentro del carro tienen forma de cilindro en lugar de forma de bola. Los rodillos se entrecruzan en un ángulo de 90° y se mueven entre las cuatro varillas semiplanas y paralelas que los rodean. Están situados entre las pistas de rodadura ranuradas en "V", una en el carro superior y la otra en la base. Por lo general, las carcasas de los cojinetes se construyen con aluminio, mientras que los rodillos se construyen con acero.
Aunque los deslizadores de rodillos no se limpian solos, son adecuados para entornos con bajos niveles de contaminantes en el aire, como suciedad y polvo. Como uno de los tipos más caros de guías lineales, las guías de rodillos son capaces de proporcionar un movimiento lineal en más de un eje a través de guías apilables y carros dobles. Las deslizaderas de rodillos ofrecen contacto lineal en una arista frente al contacto en un punto como en el caso de las bolas de los rodamientos, creando una superficie de contacto más amplia debido a la consistencia del contacto entre el carro y la base, produciendo un menor desgaste.

## Cojinete liso

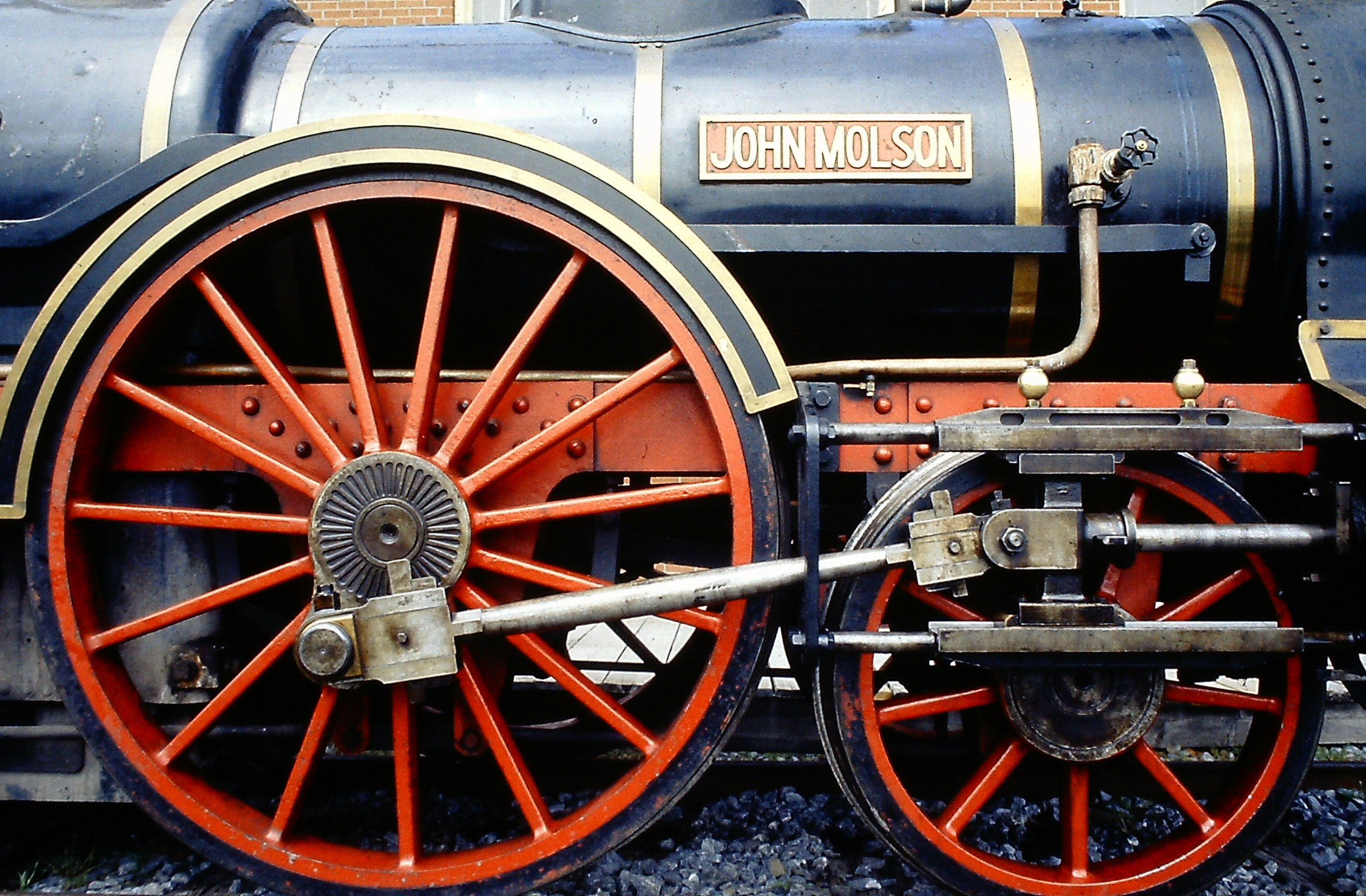
Cruceta deslizante entre dos rieles horizontales de una locomotora de vapor

Los cojinetes lisos tienen un diseño muy similar a los cojinetes de elementos rodantes, excepto porque se deslizan sin el uso de ningún tipo de rodillos. Si las superficies de apoyo tienen forma cilíndrica, a menudo se les llama bujes. Los casquillos pueden ser de metal o de plástico, o incluso se puede forzar la presencia de un fluido a presión como el aire para evitar el roce entre las dos superficies.
- Los cojinetes de deslizamiento pueden funcionar sobre ejes (pistas de rodadura) de acero endurecido o acero inoxidable, o pueden funcionar sobre aluminio anodizado duro o acero blando o aluminio. Para casquillos de plástico, el tipo específico de polímero/fluoropolímero determinará la dureza más adecuada.
- Son menos rígidos que los cojinetes de elementos rodantes.
- Soportan bien la suciedad y, a menudo, "no" necesitan sellos/raspadores.
- Generalmente funcionan adecuadamente con un rango de temperatura más amplio que los cojinetes de elementos rodantes.
- Las versiones de plástico no requieren aceite ni lubricación (a menudo se pueden usar para mejorar el rendimiento de algunas máquinas).

### Guías de cola de milano

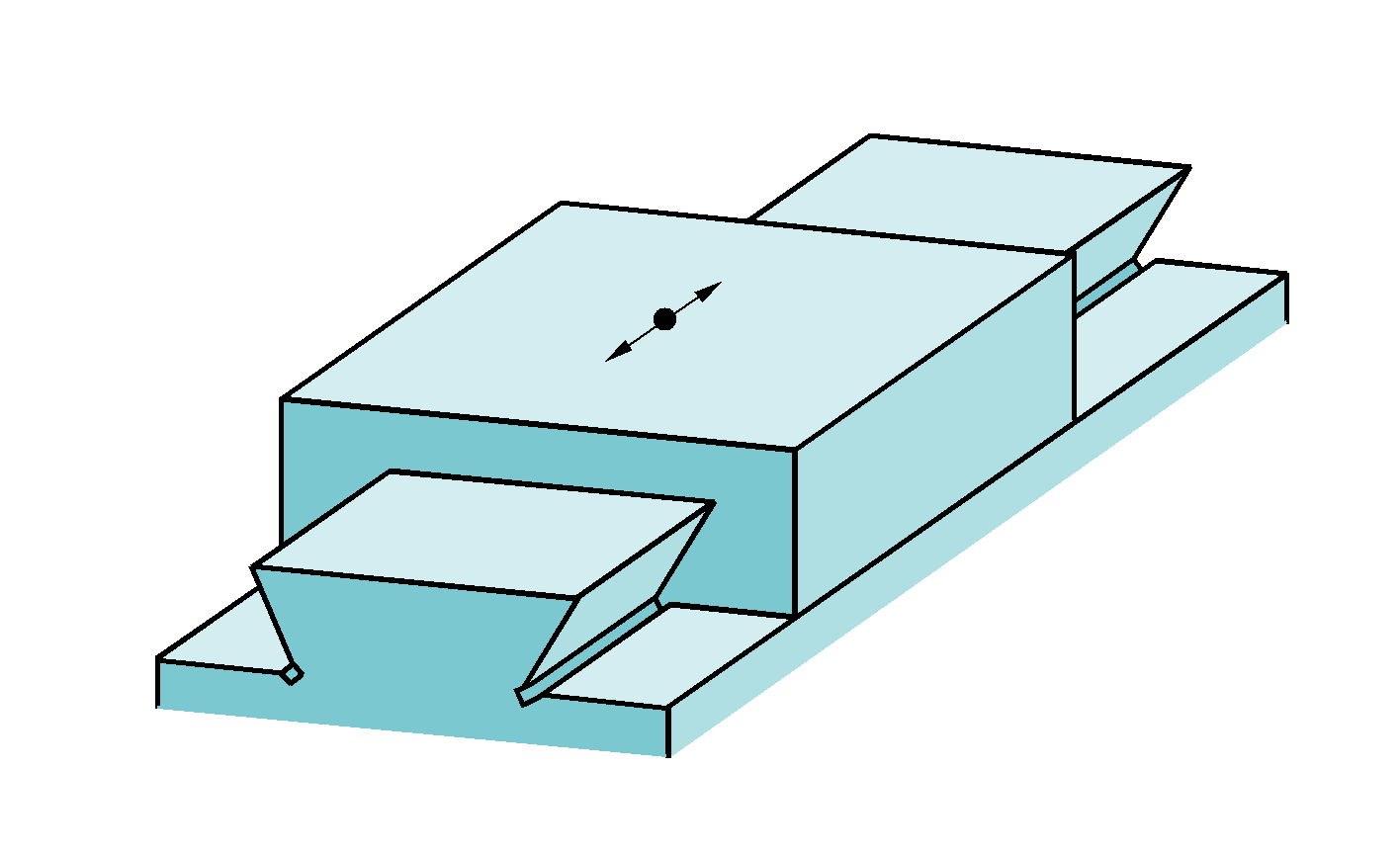
Una guía de deslizamiento con perfil de cola de milano

Las correderas de cola de milano (también conocidas como de cola de paloma), generalmente se construyen con hierro fundido, pero también se pueden fabricarse con una capa dura de aluminio, acetal o acero inoxidable. Como cualquier rodamiento, una corredera de cola de milano se compone de una base lineal estacionaria y de un carro móvil. Posee un canal sobresaliente en forma de v o en forma de cola de milano que se bloquea en la ranura con la forma correspondiente de la base lineal. Una vez que el carro de cola de milano se ajusta en el canal de su base, queda dispuesto en el eje lineal del canal, donde puede realizar un movimiento lineal libre, pero sin salirse de la dirección marcada por el carril. Cuando se conecta una plataforma dos o más guías paralelas en forma de cola de milano, se crea una mesa de trabajo deslizante que ofrece mayores capacidades de transporte de carga.
Las correderas de cola de milano son ventajosas cuando se trata de capacidad de carga, asequibilidad y durabilidad. Capaces de un recorrido largo, son más resistentes a los golpes que otros rodamientos y, en su mayoría, son inmunes a la contaminación por productos químicos, polvo y suciedad. Pueden ser motorizadas, mecánicas o electromecánicas. Cuando son eléctricas pueden ser impulsadas por distintos dispositivos diferentes, como husillos de bolas, cadenas, correas o cables, que funcionan con motores paso a paso, motores lineales o volantes. Las correderas de cola de milano son sistemas de contacto directo, lo que las hace adecuadas para aplicaciones de carga pesada, incluidas máquinas operadas por control numérico, dispositivos de transporte, máquinas especiales y dispositivos de sujeción de piezas. Principalmente utilizadas en las industrias de fabricación y en laboratorios, las guías de cola de milano son ideales para aplicaciones de alta precisión.

### Guías compuestas

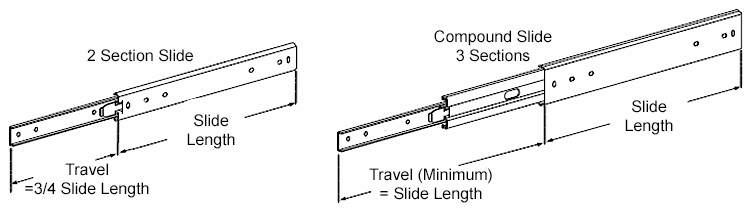
Deslizaderas compuestas de dos y de tres secciones

Las guías o correderas se pueden construir con dos o más secciones. Cuando tiene dos secciones, solo puede extenderse aproximadamente unos 3/4 de su longitud total comprimida. Una guía compuesta normalmente tiene tres secciones: un miembro intermedio fijo y flotante y la sección unida al cajón. Un diseño compuesto puede extenderse al menos hasta la longitud del diapositivo comprimido y, por lo general, un poco más. En el caso de las guías de cajones, esto permite sacarlos por completo del mueble donde se alojan, lo que permite el acceso para el servicio o la conexión de cables en la parte posterior del mueble.

### Guías para armarios de equipos electrónicos

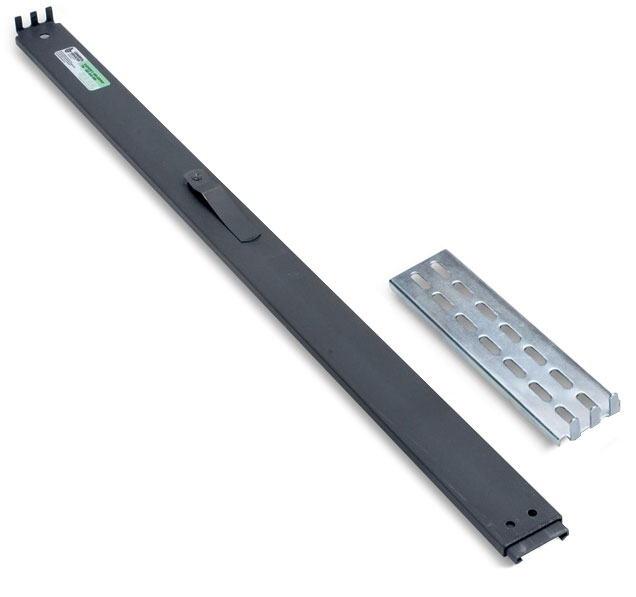
Guías de estante con cojinetes de fricción

Las correderas para estantes están diseñadas específicamente para montar equipos electrónicos en bastidores de 19" o 23". Pueden ser rodamientos de fricción, rodamientos de bolas o rodamientos de rodillos. Están dimensionados para encajar en bastidores con pestañas en sus lados para acoplarse a los orificios de montaje de los bastidores. En algunos casos, se monta un carril de la corredera en el bastidor con un soporte adaptador conectado al otro extremo para acomodar diferentes profundidades del bastidor. El elemento exterior está unido al bastidor y el elemento móvil interior generalmente está atornillado al costado del equipo montado. Las correderas normalmente son compuestas de 2 o 3 partes, que permiten la extensión completa del equipo montado y generalmente incluyen una disposición para deslizar el miembro interior completamente libre para permitir la extracción del equipo del armario, y también pueden incluir topes para evitar que salgan accidentalmente del bastidor.
Puede haber configuraciones especiales que, por ejemplo, pueden engancharse al equipo sin el uso de tornillos o pueden engancharse en un bastidor diseñado apropiadamente. Pero la geometría básica es la misma independientemente de cómo se monte.